# Deir el-Shelwit

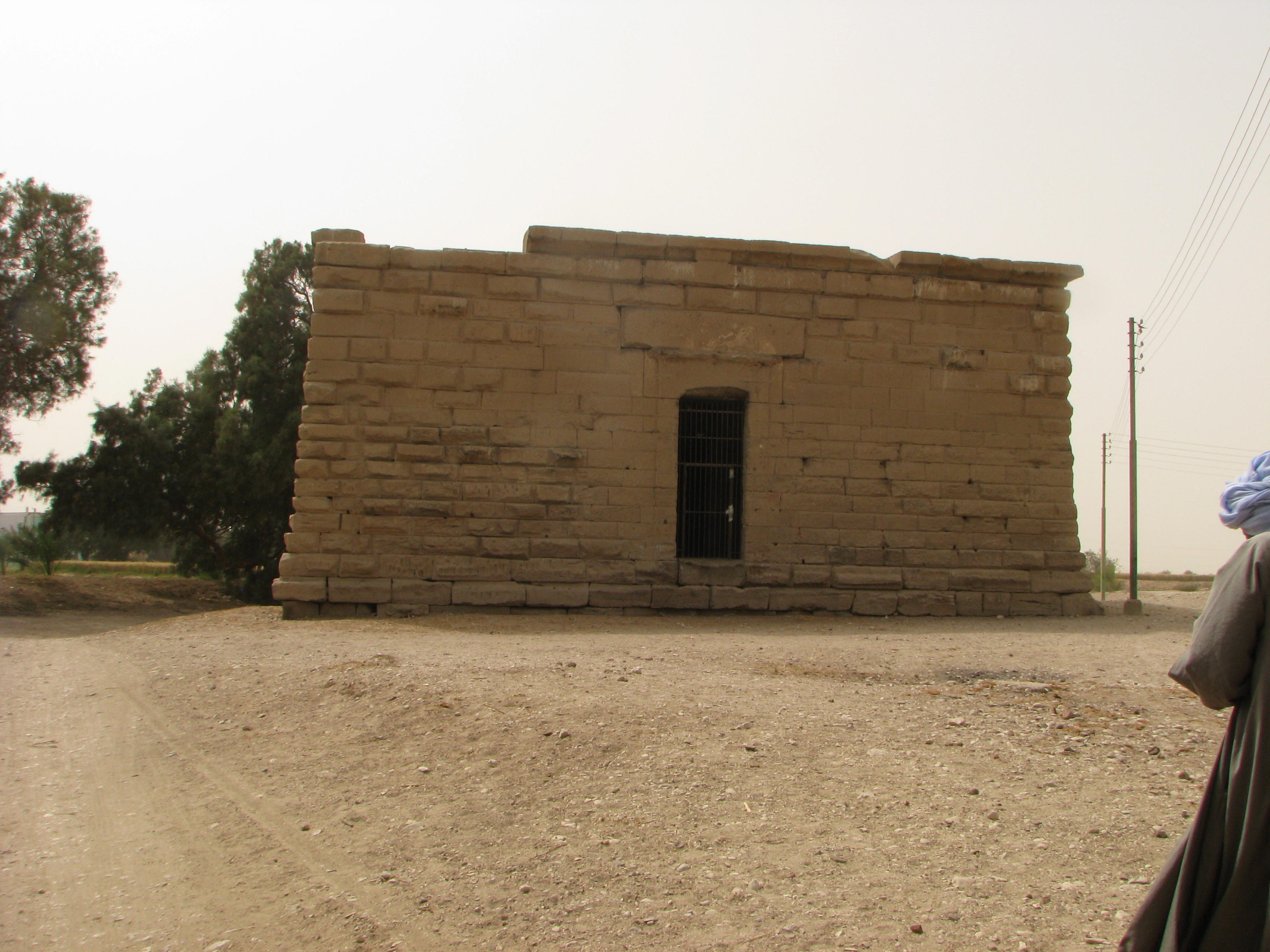
Il tempio di Deir el-Shelwit

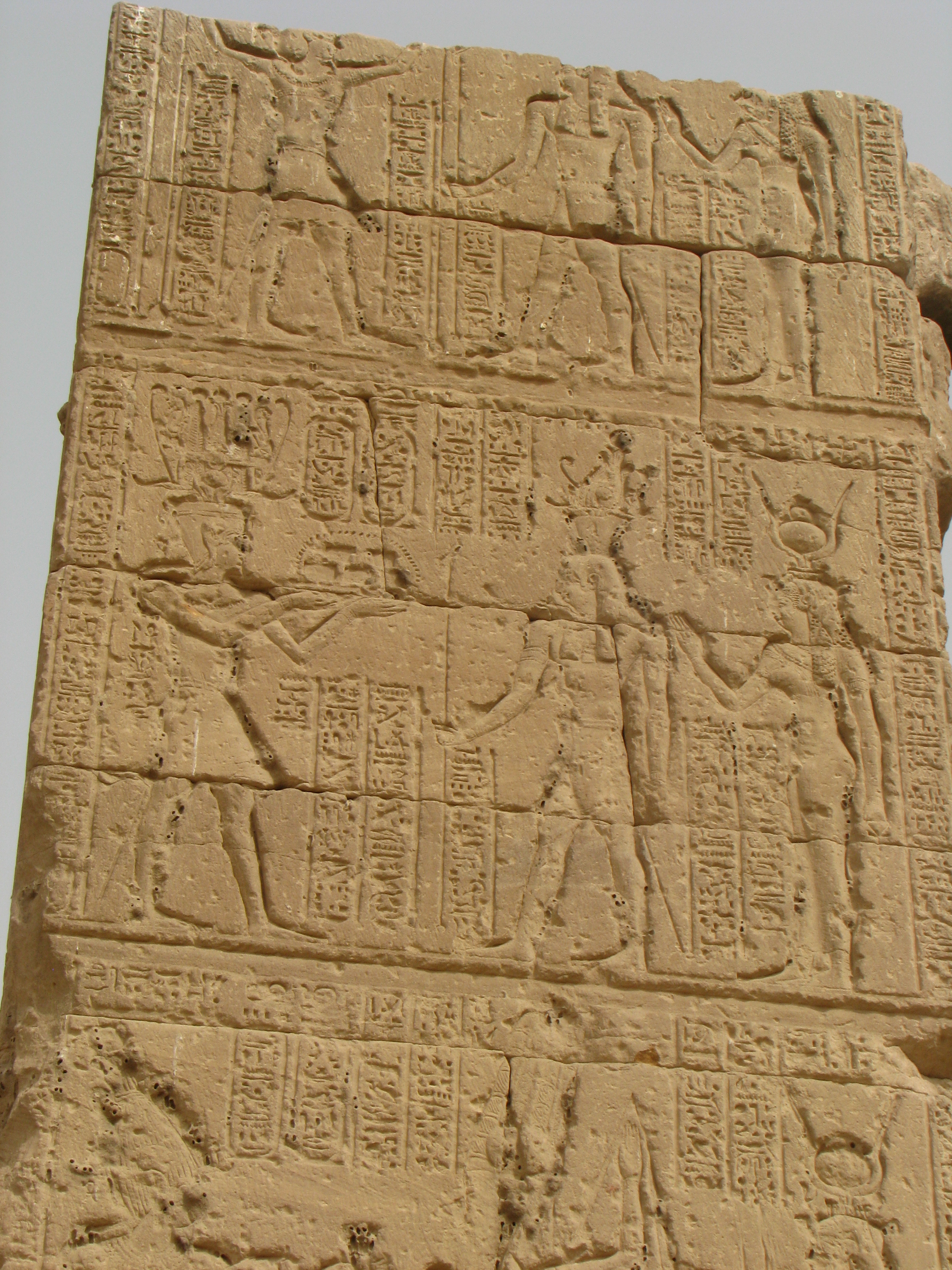
Bassorilievi sul propileo

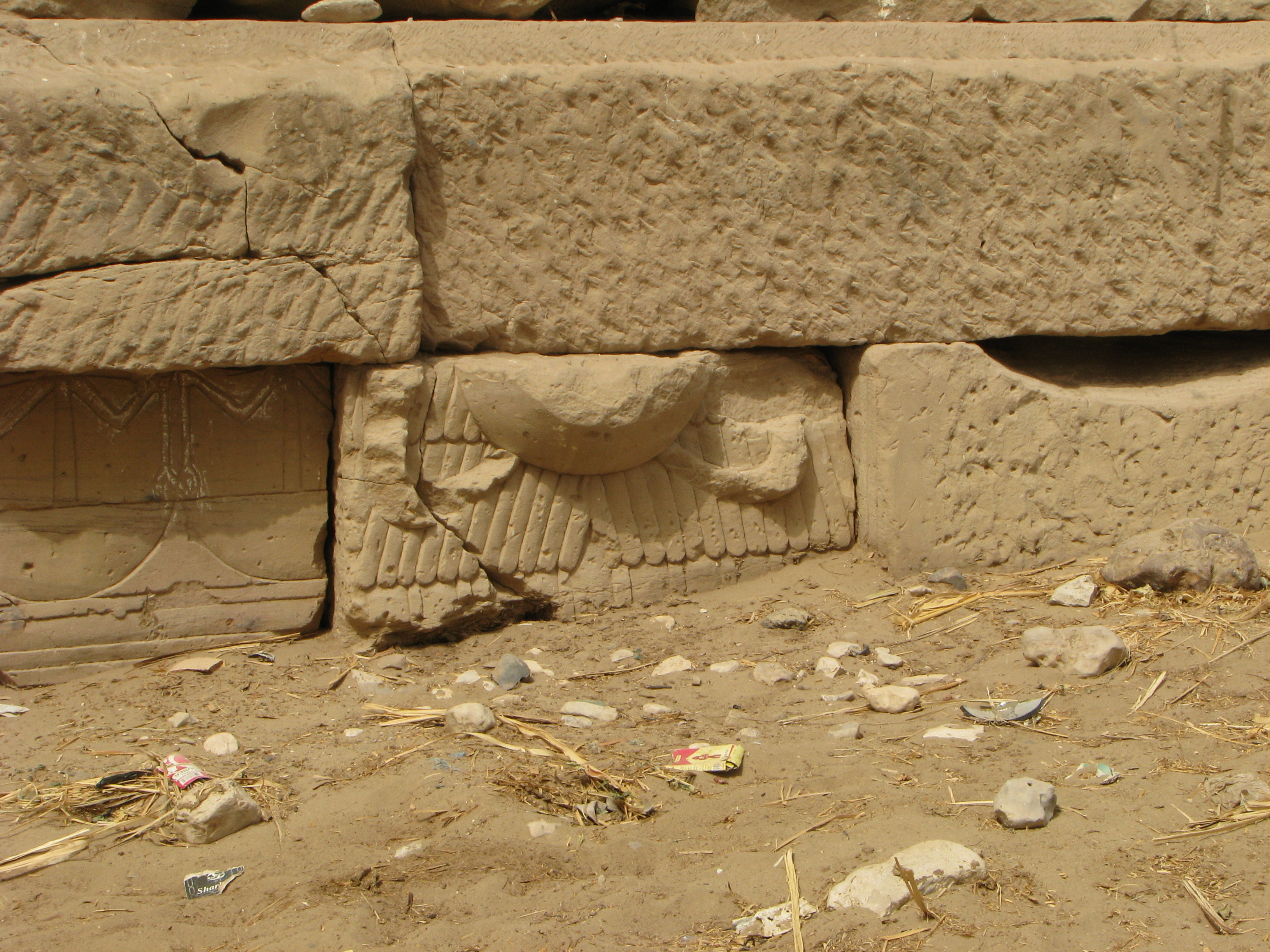
Blocchi riutilizzati nel muro meridionale

Deir el-Shelwit (in arabo دير الشلويط‎?, Dayr aš-Šalwīṭ, francese: Deir Chelouit) è un antico tempio egizio dedicato ad Iside nel periodo greco-romano.

## Descrizione
Si erge sulla riva occidentale del Nilo a Luxor, a 1 km da Malkata e circa 4 km a sud di Medinet Habu.
Quel che resta oggi del tempio è il suo piccolo edificio principale e le rovine del propileo, oltre alle mura in mattoni ed al pozzo. L'intera area del tempio è di 74×51 metri, anche se il tempio in senso stretto è molto più piccolo, 13×16 m. La sua entrata è rivolta verso sud. Le mura esterne non sono molto decorate, ma all'interno i bassorilievi si sono ben conservati. Il santuario è circondato da un corridoio dal quale si aprono cappelle laterali ed un wabet aperto (luogo di lavaggio). Sempre a partire da questo corridoio, alcune scale portavano al tetto. Sul lato meridionale del muro esterno si trovano alcuni blocchi di pietra che sono stati riutilizzati prendendoli da edifici precedenti e, a giudicare dai bassorilievi, molti di loro sembrano provenire dal tempio di Medinet Habu.
Il propileo si trova 60 metri ad est del tempio, ed è riccamente decorato su ogni lato.
L'importanza del tempio di Iside di Deir el-Shelwit deriva dalla rarità degli edifici religiosi di epoca greco-romana in questa zona, e dal fatto che si tratta dell'unico non associato alla triade tebana, ma a Iside.

## Storia
Secondo le iscrizioni presenti sul propileo, la costruzione del tempio di Iside iniziò attorno all'inizio del I secolo. Non si conoscono edifici precedenti sorti nello stesso posto. Secondo una teoria, la costruzione del tempio ebbe inizio durante il regno di Nectanebo II, e fu completata in epoca greco-romana.

## Scavi
Il tempio fu esaminato la prima volta da Karl Richard Lepsius a metà del XIX secolo, anche se non ne fece una descrizione dettagliata. Una spedizione francese guidata da Christine Zivie studiò le iscrizioni del propileo e pubblicò i risultati nel 1992. Tra il 1971 ed il 1979 gli archeologi della Waseda University del Giappone lavoraro nel sito, pulendo le mura esterne e l'area interna dai detriti, e scavando il pozzo del tempio che si era nel frattempo riempito di frammenti di ceramica. Nel pozzo furono catalogati trentadue strati di detriti, fino a 4 metri di profondità, punto in cui l'acqua ha reso impossibili gli scavi. I resti trovati nel pozzo dimostrano che il pozzo (e quindi il tempio stesso) era già stato abbandonato e trasformato in discarica in epoca copta.

## Decorazione
I bassorilievi del tempio risalgono all'era greco-romana, e sono simili a quelli di Dendera e File. Sulle mura del tempio e sul propileo si trovano i cartigli di Adriano, Antonino Pio, Galba, Otone, Vespasiano e Giulio Cesare. Sui blocchi riutilizzati delle mura esterne del tempio si trovano bassorilievi che risalgono al Nuovo Regno.